# کیلب
کیلب (به آلمانی: Kilb) یک منطقهٔ مسکونی در اتریش است که در ناحیه ملک واقع شده‌است. کیلب ۲٬۵۳۷ نفر جمعیت دارد.

## خواهرخوانده
شهر کیرتورف خواهرخواندهٔ کیلب هست.